# Куне-Вайн-Тале (природній заповідник)
Природний заповідник Куне-Ваін-Тале  ( алб. Rezervati Kunë-Vain-Tale) розташований в межах округи Лежа, що утворює дельту річки Дрин і виходить на Адріатичне море на півночі Албанії.   Він займає площу 43,93 км2 (16,96 миля2).  Природний заповідник був створений у 2010 році, він охоплює острів Куне, лагуну Куне-Вайн, лісисті масиви та кілька екосистем. BirdLife International визначила цю важливу зону для птахів. 
Куне-Вайн-Тале має іллірійскі листяні ліси і середземноморські ліси екорегіону в Палеарктиці. Клімат типово середземноморський. Природний заповідник характеризується високою рослинністю та біорізноманіттям. Існує приблизно 277 видів рослин. Фауна представлена 341 видом; 23 види ссавців, 196 видів птахів, 10 видів земноводних, 59 видів комах і 58 видів риб. 

## Галерея
|  |  |  |